# 591 (numero)
Cinquecentonovantuno (591) è il numero naturale dopo il 590 e prima del 592.

## Proprietà matematiche
- È un numero dispari.
- È un numero composto.
- È un numero difettivo.
- È un numero semiprimo.
- È parte delle terne pitagoriche (591, 788, 985), (591, 19400, 19409), (591, 58212, 58215), (591, 174640, 174641).
- È un numero 41-gonale e 198-gonale.
- È un numero fortunato.
- È un numero colombiano nel sistema numerico decimale.
- È un numero congruente.

## Astronomia
- 591 Irmgard è un asteroide della fascia principale del sistema solare.
- NGC 591 è un galassia lenticolare della costellazione di Andromeda.

## Astronautica
- Cosmos 591 è un satellite artificiale russo.